# Бодманский дворец
Бодманский дворец, называемый также Новый Бодман (нем. Neu-Bodman) и Новый замок (Neues Schloss) — дворец в Бодмане, одном из районов сдвоенной общины Бодман-Людвигсхафен на юге немецкой федеральной земли Баден-Вюртемберг.
Первое здание на этом месте, первый дворец Бодман, было возведено в 1757 г., и с 1760 г. служило постоянной резиденцией графам фон Бодман, перебравшимся в Бодман из замка Эспазинген под Штоккахом.
В 1831—1832 гг. по проекту Иоганна Баптиста Верле (Johann Baptist Wehrle, 1791—1857) было возведено новое здание, сохранившееся до сегодняшнего дня. В начале XX в., в период с 1907 по 1909 гг. ко дворцу были пристроены два боковых флигеля.
Дворец находится в частном владении, и служит домом Вильдериху Иоганну графу фон и цу Бодман. Осмотр возможен только с внешней стороны. Для посещений регулярно открыт дворцовый парк в английском стиле, заложенный в XVIII в.